# Leman Tomsu
Leman Cevat Tomsu (nommée Leman Hanım avant la loi turque sur les noms de famille de 1934, née en 1913 à Kayseri, morte le 29 avril 1988 à Istanbul) est une architecte et enseignante turque. Elle est une des deux premières femmes, avec Münevver Belen, à exercer la profession d'architecte en Turquie avec l'agrément de la Chambre des architectes d'Istanbul et est à l'origine de la construction de plusieurs bâtiments publics importants dans les années 1940 et 1950.

## Biographie
Leman Hanım intègre le lycée de filles d'Erenköy de Constantinople en 1918 où elle suit son éducation primaire et secondaire.
Étudiante en 1929, en 1934 elle fait partie des deux premières femmes diplômées de l'Académie d'État des Beaux-Arts d'Istanbul, actuelle université des beaux-arts Mimar-Sinan.
En 1935 elle devient l'assistante de l'architecte allemand Martin Wagner à la municipalité d'Istanbul, où elle travaille de 1934 à 1941. À l'issue, elle devient professeure assistante à l'université technique d'Istanbul où elle commence sa carrière universitaire.
Femme pionnière dans une profession essentiellement masculine, elle fait partie des personnages publics féminins mis en avant par le régime kémaliste en devenant une « femme de la République » (en turc : Cumhuriyet Kadını), à l'image de Sabiha Gökçen.